# Paranemastoma caporiaccoi
Paranemastoma caporiaccoi is een hooiwagen uit de familie aardhooiwagens (Nemastomatidae). De originele naamcombinatie (protoniem) was Nemastoma caporiaccoi Roewer, 1951. Een volgende naamrecombinatie werd gepubliceerd als Paranemastoma caporiaccoi (Roewer, 1951) in Schönhofer 2013.